# نیوسکی
نیوسکی (انگلیسی: Nivsky) یک شهرک در استان مورمانسک کشور روسیه است.